# Рамиз Садику
Рамиз Садику (алб. Ramiz Sadiku; Пећ, 19. јануар 1915 — Ландовица, код Призрена, 10. април 1943) био је студент права, један од организатора Народноослободилачке борбе на Косову и Метохији, народни херој Албаније и народни херој Југославије. Заједно са Бором Вукмировићем био је један од симбола братства и јединства народа и народности САП Косова.

## Биографија
Основну школу и гимназију завршио је у родном месту, а потом је уписао Правни факултет у Београду.
Још као ученик Пећке гимназије, приступио је револуционарном омладинском покрету. Године 1931. био је један од суоснивача спортског клуба „Будућност“, у ком се окупљала револуционарна омладина. Пошто је рад клуб убрзо био забрањен, Рамиз је био ухапшен и извесно време је провео у затвору. Члан Савеза комунистичке омладине Југославије (СКОЈ) постао је 1933, а члан Комунистичке партије Југославије (КПЈ) 1936. године. Убрзо потом постао је члан Бироа Окружног комитета КПЈ за Косово и Метохију.
Године 1938. косовским студентима, скојевцима и комунистима Окружни комитет КПЈ за Косово и Метохију је наложио да штампају Проглас - захтев за националну равноправност Албанаца. У овом Прогласу властима Краљевине Југославије упућен је оштар захтев да престане са исељавањем Албанаца и одузимањем њиховог земљишта. Овај Проглас, у чијем је састављању учествовао и Рамиз, те га потписао са још 68 другова, наишао је на велики одјек у масама. Проглас је упућен и Друштву народа у Женеви.
Италијанској окупацији Албаније 1939. године жестоко су се супротставили сви Албанци. Окружни комитет КПЈ за Косово и Метохију организовао је скупове на Косову и Метохији и политички осветљавао фашистички упад у Албанију. Били су и штампани су леци на албанском језику. Полиција у Пећи, која је имала у рукама десетак ових летака, организовала је хапшења, а међу затворенима је био и Рамиз Садику. Два месеца је био затворен у злогласној Шеремет-кули у Пећи, а потом пребачен у затвор на Ади Циганлији. Касније је поново враћен у Пећ, где му је организовано суђење. Тужилац је тражио смртну казну, али пошто кривица није могла бити доказана, био је ослобођен. Одмах потом, морао је да прекине студије (био је на трећој години) и оде на одслужење војног рока.
Априлски рат, 1941. године га је затекао на одслужењу војног рока у 42. пешадијском пуку у Бјеловару. После жестоких борби, које је његов батаљон водио код Дарувара с Немцима, био је заробљен и одведен у сабирни градски логор. Уз помоћ бјеловарске партијске организације, успео је да побегне из заробљеништва и врати се у Пећ. По доласку у родно место, морао је да живи илегално, због страха да га као познатог комунисту не ухапси италијанска полиција. Иако у илегалности, активно је радио у Бироу Окружног комитета КПЈ за Косово и Метохију. На почетку окупације, морао је готово сам да руководи Окружним комитетом, јер су многи руководиоци били прешли у Црну Гору.
Јула 1942. године био је ухапшен на партијском задатку у Пећи, те поново затворен у Шеремет-кулу. И поред сталног мучења, ништа није одао, па је због тога, септембра исте године, пребачен у затвор у Тирану. Захваљујући групи албанских комуниста, које је предводио Кочи Дзодзе, успео је да побегне из затвора у илегално се врати на Косово и Метохију.
Априла 1943. године, заједно са Бором Вукмировићем, боравио је у Ђаковици. Пошто је у то време Светозар Вукмановић Темпо, члан ЦК КПЈ и Врховног штаба НОВ и ПОЈ, дошао у Призрен, Рамиз и Боро су му кренули у сусрет. На путу за Призрен, 7. априла 1943. године, код села Ландовице упали су у заседу и у борби са италијанским фашистима и балистима рањени и ухваћени. Знајући да су високи руководиоци Народноослободилачког покрета, непријатељ је покушао да мучењем од њих извуче податке о другим члановима покрета. Пошто нису хтели ништа да говоре, одлучено је да буду стрељани. Стрељани су заједно 10. априла 1943. године, а на наредбу да се раздвоје, загрлили су се још јаче и кличући Народноослободилачкој борби отишли у смрт. 
Указом Председништва Антифашистичког већа народног ослобођења Југославије (АВНОЈ) 6. марта 1945, заједно са Бором Вукмировићем, међу првим борцима Народноослободилачке војске, проглашен је за народног хероја Југославије. Убрзо потом 9. септембра 1945. Указом Председништва Антифашистичког већа народног ослобођења Албаније, а на предлог Врховног команданта НОВ Албаније Енвера Хоџе, проглашен је за народног хероја Албаније.
У годинама после Другог светског рата, Боро и Рамиз (алб. Boro dhe Ramiz) представљали су симбол братства и јединства српског, црногорског и албанског народа и Народноослободилачке борбе на Косову и Метохији. Њихова имена носила су многе улице и школе, као и спортски центар у Приштини. На месту њихове погибије, у селу Ландовици, подигнут је 1963. споменик у облику обелиска са мозаиком и спомен-чесмом . Песник Адем Гајтани посветио им је песму Боро и Рамиз. Као „јунак Метохије”, опеван је у песми Леши капетан у извођењу Ненада Јовановића.

## Галерија
- Рамиз Садику
- Рамиз и Боро
- Остатак заједничког споменика Бори и Рамизу у Градском парку у Приштини
- Орден народног хероја